# Parc Nacional d'Akan
El Parc Nacional d'Akan (en japonès: 阿寒国 立 公園 Akan Kokuritsu Kōen) és un parc nacional situat a l'illa de Hokkaidō, el Japó. Juntament amb el de Daisetsuzan, són els dos parcs nacionals més antics d'Hokkaidō. El parc va ser establert el 4 de desembre del 1934.
Akan és una àrea de cràters volcànics i boscos, que cobreix 90.481 hectàrees (904.81 km²). El parc és famós pels seus llacs cristal·lins, les seves fonts termals, i els seus grans ''Aegagropila linnaei''. És l'únic lloc al Japó on es forma Aegagropila linnaei d'una mida apreciable.

## Indrets
El parc pot ser dividit en dues àrees principals, Kawayu i Akan.

### Kawayu
El mont Iō i l'Onsen Kawayu ofereixen fonts termals naturals i fumaroles de sofre. Al voltant del llac Kussharo, un llac de cràter, hi ha el pas de Bihoro, el mont Mokoto i el mont Nishibetsu. Al llac, la península de Wakoto és una àrea amb altes temperatures a terra i vida salvatge adaptada de manera única. El llac Mashū és un llac de cràter. És un dels llacs amb més claredat del món, amb una visibilitat superior als 40 metres.

### Akan
La caldera d'Akan és una gran caldera volcànica de més de 20 km de diàmetre. Emergint de l'interior de la caldera hi ha el complex volcànic d'Akan, que inclou la muntanya més alta del parc, el mont Meakan. El llac també té fang en ebullició, anomenat bokke. L'illa Churui és una de les quatre illes del llac i el lloc de l'Exhibició Marimo i el Centre d'Observació. El llac Onneto és al peu del mont Meakan. A prop d'allà es troba una cascada d'aigua calenta, Onneto Yu-no-taki. Des de Sokodai es pot observar el llac Penketo i el llac Panketo. L'observatori del mont Hakuto, el mont Kikin, el pas de Tsurumi, i l'observatori de la riba del llac Akan ofereix panorames de la zona circumdant. Al riu Akan hom veu la boca del riu Takiguchi com si fluís dins del llac Akan des del pont de Takimi. Als voltants també trobem els llacs Jiro i Taro.